# Nepřetržité zastarávání
Nepřetržité zastarávání (též neustálé zastarávání) je označení pro jev, při kterém se průmyslové trendy nebo věci, jež bezprostředně nepodléhají technickým požadavkům, neustále znovu přizpůsobují aktuální technické úrovni či standardům v té které oblasti. Tato přizpůsobení přitom nezvyšují užitečnost, ale jsou potřebné pro vývoj oblasti jako celku.
Nepřetržité zastarávání lze vidět v oblastech, které se rychle vyvíjí – např. videohry, filmy, počítačové programy, webové stránky, mobilní telefony a mobilní aplikace a kde vytvoření jednoho produktu trvá tak dlouho, že bez přizpůsobování novým trendům by v okamžiku dokončení byl zastaralý. Této inovaci za účelem zohlednění nových technologií říká refactoring. Kompletní refactoring software pro novou technologii je považován za návrhový antivzor.
Nepřetržité zastarávání může být i záměrné. Tendenci tento stav využít lze nalézt u společností s monopolním nebo oligopolním postavením na trhu.
- Použití nepřetržité zastarávání je spojováno se společností Microsoft kolem roku 2010 v souvislosti s její častou změnou výstupních formátů své „vlajkové lodi“ v segmentu kancelářského software, čímž nepřímo nutila vývojáře konkurenčních softwarů věnovat část svých kapacit pro udržení kompatibility (kterou nemohly věnovat k vývoji svého produktu)[2]
- Firma Apple Computer u produktové řady svých telefonů iPhone v minulosti provedla několik kroků indikující nepřetržité zastarávání – od modifikací rozměrů přístroje, které znemožnily použití příslušenství starších modelů na novější, přes nedodržení zpětné kompatibility (např. pro nabíječky), po zpomalování starších modelů[3]